# Splatoon (serie)
Splatoon (スプラトゥーン?, Supuratūn) è una serie videoludica sparatutto in terza persona creata da Hisashi Nogami e Shintaro Sato, sviluppata e pubblicata da Nintendo. La serie è ambientata in una Terra postapocalittica abitata da creature marine antropomorfe chiamate Inkling ed Octoling.
Il primo videogioco della serie, Splatoon, è stato pubblicato per Wii U il 28 maggio 2015. Un sequel, Splatoon 2, è stato pubblicato per Nintendo Switch il 21 luglio 2017, seguita da un contenuto scaricabile, Octo Expansion, il 13 giugno 2018. Un terzo gioco, Splatoon 3, è stato pubblicato 9 settembre 2022, seguita da un'altra espansione, Torre dell'Ordine, il 22 febbraio 2024. La serie ha ricevuto recensioni positive per il suo unico stile, la meccaniche di gioco e la colonna sonora, con i primi due giochi della saga che sono stati nominati e premiati. La serie ha venduto più di 30 milioni di copie. Uno spin-off delle serie chiamato Splatoon Raiders è stato annunciato il 10 giugno 2025.
Splatoon ha generato numerose collaborazioni con compagnie di terze parti ed ha istituito il proprio torneo di e-sport nel 2018. La serie ha avuto anche un adattamento manga e concerti olografici in Giappone.

## Trama
La serie è ambientata 12000 anni dopo l'estinzione di tutte le specie terrestri a causa dell'innalzamento dei mari e di una guerra mondiale tra gli umani. Gli unici mammiferi sopravvissuti a questa catastrofe sono Giudigatto, il gatto di un professore che decise di ibernarlo, ed Ursus, un orso bruno maschio, che era stato preservato dai superstiti di Alterna, un sito sotterraneo. Col passare del tempo, il livello delle acque diminuì facendo ritornare la terraferma. Dalle acque emersero delle specie marine evolute, che diventeranno gli attuali Inkling ed Octariani. Fra le due specie c'è sempre stata rivalità per il territorio, tanto che scoppiò, 100 anni prima del primo gioco, la Grande Guerra Mollusca tra le due fazioni, guidate dal Capitan Seppia e DJ Octavius. Vinsero gli Inkling, costringendo DJ Octavius e gli altri Octariani a rifugiarsi nei bunker scavati dall'umanità. Gli Inkling proclamarono Coloropoli come capitale e decisero di alimentare la città col Gran Pescescossa. Come ricordo della grande battaglia, vennero organizzate delle sfide amichevoli fra Inkling chiamate "mischie mollusche".
Durante gli avvenimenti di Splatoon, DJ Octavius decide quindi di rubare il Gran Pescescossa per alimentare il suo esercito e riconquistare la terraferma. Numero 3, protagonista del gioco, viene quindi arruolata da Capitan Seppia nella Nuova Divisione Branchia per recuperarlo. Durante l'avventura, Capitan Seppia viene rapito da Octavius, facendo entrare in gioco Numero 1 e 2 come aiutanti di 3. Localizzato Seppia, Numero 3 cade in trappola di Octavius, ma viene salvato da Numero 1 e 2 che si scopre essere Stella e Marina, che incominciano a cantare Calamari Inkantation. La canzone influenzerà molto gli Octoling presenti allo scontro che lasceranno l'esercito.

### Inkling

Due Inkling ed un Octoling che si scontrano fra loro con le loro armi, come visto nel materiale promozionale di Splatoon 3.

Gli Inkling sono una specie immaginaria antropomorfa basata sui calamari e sono i protagonisti della serie.
I personaggi di Splatoon erano inizialmente pensati come conigli con l'abilità di scavare all'interno di ogni superficie solida se inchiostrata. La scelta era dovuta dal fatto che i conigli sono animali territoriali. Anche se agli sviluppatori piacque l'idea, essa venne bocciata dalla compagnia. Eventualmente ai designer è venuta l'idea di calamari dalle fattezze umane capaci di nuotare e nascondersi nel loro stesso inchiostro. Quando hanno progettato il design degli Inkling, i designer si sono concentrati sulla versione femminile della specie, dal momento che, secondo loro, non c'erano molte altre protagoniste femminili nei videogiochi Nintendo all'epoca. Gli Inkling hanno aspetto molto da "adolescente" perché gli sviluppatori volevano dare un'immagine ribelle e di forza alla specie, con aria anche "cool".
Gli Inkling possono mutare nella loro forma umanoide e mollusca. Come umanoide, possono tenere armi ed inchiostrare. Come calamari invece possono nascondersi e nuotare nell'inchiostro.
Gli Inkling hanno ricevuto un'accoglienza positiva dalla critica dopo l'uscita del primo Splatoon, e sono diventati protagonisti di diverse cosplay. È stata elogiata l'integrazione delle caratteristiche fisiche della specie come meccanica di gioco, facendo esplorare ai giocatori concetti tattici unici nel suo genere. Polygon ha inserito due Inkling, le "Sea Sirens" Stella e Marina, tra i migliori 70 personaggi del videogiochi degli anni 2010. È stata elogiata anche la rimozione della scelta di genere per la creazione dell'avatar del giocatore in Splatoon 3.

## Modalità di gioco
Il giocatore controlla un personaggio chiamato Inkling, che può mutare dall'aspetto antropomorfo a quello di calamaro a contatto con l'inchiostro. Dal DLC del secondo capitolo in avanti è possibile scegliere anche un Octoling, la specie inizialmente rivale degli Inkling, che può mutarsi in un polpo.

### Giocatore singolo
La modalità di giocatore singolo è di solito quella che si incentra di più sulla trama. I primi livelli di solito insegnano al giocatore come sparare, usare le armi secondarie, nuotare nell'inchiostro e usare le armi speciali. I livelli sono strutturati a modi puzzle e l'obiettivo è quello di raggiungere la fine del livello, salvando il Pescescossa. I nemici principali di questa modalità sono gli Octariani, una specie evoluta di polpi. Nella Octo Expansion ed in Splatoon 3 l'obiettivo del livello può variare come: distruggere casse di legno, non toccare l'inchiostro avversario o combattere ondate di nemici. Dopo aver completato i livelli dell'area, è necessario sfidare un boss per procedere a quella successiva.

### Multigiocatore

Screenshot di una squadra di Inkling ed Octoling all'inizio di una mischia mollusca al Grank Canyon in Splatoon 3.

La modalità multigiocatore è di solito divisa in due macro sezioni: le mischie mollusche e la partite pro (partite anarchiche nel terzo capitolo). La mischia mollusca è una battaglia in stile paintball quattro con quattro in cui vince la squadra che riesce ad inchiostrare più porzioni della mappa in 3 minuti. Le partite pro (od anarchiche) invece si suddividono in: Zona Splat, dove ogni squadra cerca di prendere possedimento di una determinata area della mappa col proprio inchiostro per più tempo possibile; Torre Mobile, dove le squadre devono trasportare la torre che si trova al centro della mappa nella parte avversaria del campo, vincendo chi l'ha trasportata più vicina; Bazookarp, dove un giocatore di ogni team deve prendere il bazookarp, un pesce dorato gigante, e trasportarlo fino la base avversaria; e Vongol gol, introdotta in Splatoon 2, dove i giocatori delle squadre devono raccogliere più vongole possibili da lanciare nella rete della squadra avversaria.

#### Splatfest
Gli "Splatfest" sono speciali eventi in stile festival che ricorrono ogni mese circa nei videogiochi della serie. Viene chiesto ai giocatori una domanda e loro devono scegliere il team basandosi sulla risposta. Per esempio, ai giocatori potrebbe essere chiesto di scegliere tra maionese e ketchup, o se preferiscono usare la forchetta o il cucchiaio. Similmente al primo videogioco, Splatoon 2 tiene eventi Splatfest che includono anche crossover con altri brand, sia di proprietà di Nintendo come Super Smash Bros. Ultimate e Super Mario e franchise di terze parti come Tartarughe Ninja, McDonald's, Uniqlo, Nike, Sanrio e molte altre. In Splatoon 3, i team diventano tre e ci sono stati altri crossover con Pokémon e The Legend of Zelda.
I giocatori si sfideranno in varie mischie mollusche e contribuiscono per il team selezionato. Alla conclusione dell'evento, viene scelto il team vincitore basandosi sul punteggio totale dei partecipanti. Nella maggior parte degli Splatfest, il risultato influenza solo sul livello del giocatore alla fine di ogni evento e tipicamente non ha alcun impatto sull'interezza del gioco. Tuttavia l'ultimo Splatfest di ogni gioco stabilisce la fine del supporto degli sviluppatori. È stato rivelato anche che il team vincitrice dell'ultimo Splatfest di Splatoon ha influito sulla trama di Splatoon 2, dove la sconfitta Stella è diventata l'antagonista del secondo capitolo. Questo è stato confermato anche da uno sviluppatore dopo che il tema e l'ambientazione di Splatoon 3 sembravano essere basati sul Caos, team vincitore dell'ultimo Splatfest di Splatoon 2.

#### Salmon Run
La "Salmon Run" è una modalità multigiocatore introdotta in Splatoon 2. Essa vede una sola squadra da quattro giocatori collaborare contro varie ondate di nemici, chiamati "Salmonoidi". L'obiettivo è quello di sconfiggere i Gran Salmonoidi, che rilasciano uova dorate e collezionarle, inserendole nel cesto della Ursus, compagnia fittizia del gioco.

### Esport
Grazie alla disponibilità di modalità di gioco competitiva in Splatoon, vari tornei di esport con anche premi sponsorizzati sono stati organizzati sin dal 2016 in Giappone.
Col rilascio di Splatoon 2, Nintendo è stabilito gli Splatoon 2 World Championship ed ha iniziato ad organizzare tornei competitivi nel 2018. Squadre da quattro giocatori competono in una serie di qualificazioni online o tornei live per vincere un invito ai World Championship, che sono tenuti al Nintendo World Championships insieme ad altri videogiochi dell'azienda come Super Smash Bros. Ultimate. Questi eventi sono tipicamente tenuti durante la E3 o dirette streaming.

## Colonna sonora
La colonna sonora della serie è stata composta da Toru Minegishi, Shiho Fuji e Ryo Nagamatsu, con l'aggiunta di Toshiyuki Sudo, Yumi Takahashi e Sayako Doi per il terzo capitolo.
Nell'universo di Splatoon, le Sea Sirens, le Tenta Cool e il Trio Triglio sono icone immaginarie che hanno composto ed eseguito le canzoni riprodotte nei videogiochi. Molti altri gruppi immaginari minori hanno composto le altre musiche della colonna sonora della serie. In un'intervista "Ask the Developers" di Nintendo, il creatore Hisashi Nogami, il compositore Toru Minegishi e l'artista Seita Inoue hanno spiegato che tale scelta è stata fatta per ampliare l'ambientazione della serie e rappresentare il passaggio del tempo tra un capitolo e l'altro. Inoue nell'intervista specifica che "...la musica non rappresenta solo le band (immaginarie) di questo mondo, ma anche la loro storia, i rapporti tra i loro membri e come il loro approccio alla vita è cambiato nel tempo, aggiunge così profondità al mondo degli Inkling".
La colonna sonora è stata descritta come variegata e sperimentale. È composta da diversi generi come: pop, punk rock, hip hop, heavy metal, funk, pop punk e musica elettronica. Alcuni brani specifici sono stati ispirati anche dal J-pop, ska, orchestrale, dubstep, reggae, post-punk, lo-fi, celtic rock, jazz, fusion e punk jazz; Splatoon 3 espande i generi, aggiungendo world music, specialmente dalla classica musica giapponese, musica carnatica, samba e funk carioca essendo i membri del Trio Triglio influenzati dalla cultura giapponese, indiana e brasiliana.
La colonna sonora del primo capitolo, Splatune, è stata distribuita da Enterbrain il 21 ottobre 2015. Anche quella del sequel è stata distribuita con Splatune 2 il 29 novembre 2017 e Octotune, per il contenuto scaricabile, il 18 luglio 2018. Quella del terzo capitolo, Splatune 3, è stata distribuita il 26 aprile 2023, seguita da quella per il contenuto scaricabile, Ordertune, l'11 dicembre 2024.

## Sviluppo
| 2015 | Splatoon          |
| 2016 |                   |
| 2017 | Splatoon 2        |
| 2018 | Octo Expansion    |
| 2019 |                   |
| 2020 |                   |
| 2021 |                   |
| 2022 | Splatoon 3        |
| 2023 |                   |
| 2024 | Torre dell'Ordine |
| TBA  | Splatoon Raiders  |

Splatoon è stato sviluppato per Wii U da Nintendo Entertainment Analysis & Development. Originariamente consisteva in videogioco quattro contro quattro in cui si doveva inchiostrare un'area senza caratteristiche distintive. Dopo varie modifiche, è stato deciso che i protagonisti dovevano essere delle creature simili a calamari, chiamate Inkling, che potevano mutare da una forma umanoide, con la quale potevano tenere armi, ad una mollusca, in cui potevano nuotare nell'inchiostro. Nel 2014, Splatoon è stato rivelato al pubblico in una Nintendo Direct all'E3 2014 con una demo giocabile all'evento. Successivamente una demo chiamata "Splatoon Global Testfire" è stata distribuita, per tempo limitato, a maggio 2015. Il videogioco è stato visto come una sorprendente nuova proprietà intellettuale per Nintendo. Il gioco completo è stato distribuito tra il 28 ed il 30 maggio 2015 in tutto il mondo, includendo anche una modalità a giocatore singolo e diverse modalità multigiocatore.
Splatoon 2 è stato sviluppato da Nintendo Entertainment Analysis & Development per Nintendo Switch ed è stato annunciato a gennaio 2017. Splatoon 2 ha avuto una completa revisione dell'interfaccia vista la mancanza del Wii U GamePad, ed ha incluso nuove mappe, armi ed abilità. A marzo 2017, similmente al primo gioco, una demo chiamata Splatoon 2 Global Testfire è stata distribuita per tempo limitato. Il gioco completo è stato distribuito il 21 luglio 2017. È stata introdotta una nuova modalità che vede collaborare i giocatori contro un obbiettivo comune, chiamata "Salmon Run", insieme anche ad una nuova partita pro chiamata "Vongol gol" nei dicembre 2017. SplatNet 2, un servizio contenuto nell'applicazione per mobile di Nintendo Switch Online ha permesso ai giocatore di vedere le loro statistiche, guadagnare sfondi completando sfide e comunicare con altri giocatori durante le battaglie. Durante la Nintendo Direct di marzo 2018 è stata annunciata la Octo Expansion, un contenuto scaricabile per il gioco, che aggiungeva una nuova sfida per la modalità di giocatore singolo e la nuova razza utilizzabile, precedentemente nemica, Octoling. Il DLC è stato distribuito globalmente il 13 giugno 2018. Il 22 aprile 2022, lo stesso giorno del trailer per Splatoon 3, il DLC è stato aggiunto tra i contenuti del Pacchetto Aggiuntivo di Nintendo Switch Online.
Splatoon 3 è stato sviluppato sempre da Nintendo Entertainment Analysis & Development ed è stato annunciato nella Nintendo Direct del 17 febbraio 2021. Come i due precedenti titoli, una demo chiamata Splatoon 3: Splatfest World Premiere è stata distribuita il 27 agosto 2022 con disponibile uno Splatfest con tema sasso, carta, forbici. Il gioco completo è stato distribuito il 9 settembre 2022. Il gioco include nuove mappe, armi, abilità, movimenti disponibili al giocatore ed una modalità simile ad un gioco di carte chiamata "Splattanza". In aggiunta, l'app di Nintendo Switch Online ha incluso SplatNet 3, che riprende i servizi di SplatNet 2. Nella Nintendo Direct dell'8 febbraio 2023 è stato annunciato il contenuto scaricabile Torre dell'Ordine, sviluppata per essere altamente rigiocabile. Il DLC è stato distribuito in due ondate, Torre dell'Ordine il 22 febbraio 2024. Il 10 giugno 2025 è stato annunciato il primo Spin-Off della serie, Splatoon Raiders, un aggiornamento con nuove armi per Splatoon 3 e una versione per Nintendo Switch 2 dello stesso.

## Altri media
L'apprezzamento globale di Splatoon ha permesso alla Nintendo di commercializzare vari prodotti relativi ad essa: giocattoli, vestiti, accessori, soundtrack (album delle colonne sonore del videogioco), fumetti, libri con curiosità e interviste e artbook.

### Capi d'abbigliamento e accessori
L'azienda Nintendo in Giappone e negli Stati Uniti d'America sta registrando un enorme consumo dei prodotti relativi all'abbigliamento a tema Splatoon.
L'impresa Editmode, nota come The King of Games (abbreviato KOG), è una società di progettazione di capi d'abbigliamento con la licenza ufficiale da parte della Nintendo alla progettazione, produzione e vendita al dettaglio di prodotti di famose serie di videogiochi della Nintendo. Con il successo del videogioco Splatoon, la KOG comincio la produzione di magliette e di altri capi d'abbigliamento a tema Splatoon, ottenendo un esaurimento scorte di alcuni capi, in particolare quelli relativi alla serie realistica.
La The Pokémon Company ha deciso di proporre delle magliette esclusive nei propri negozi (i Pokémon Center), vendendo le magliette che appaiono nel Splatfest "Pokémon Red VS Pokémon Green" (Pokémon Rosso e Blu). Anche la Hasbro prendendo accordi di sponsorizzazione con la Nintendo ha deciso di proporre delle magliette esclusive nei negozi della Nintendo, vendendo le magliette che appaiono nel Splatfest "Autobot VS Decepticon" (Transformers).

### Manga
Un manga ispirato alla serie, scritto e illustrato da Sankichi Hinodeya, ha iniziato la serializzazione il 29 febbraio 2016 su CoroCoro Comic di Shōgakukan.

### Concerti
Diversi concerti reali con ologrammi dei personaggi sono stati tenuti. Nel 2016 si è tenuto il tour "Sea Sirens Live" per celebrare la vendita di 1 milione di copie per Splatoon. i concerti si sono svolti al Niconico Tokaigi, Chokaigi e Niconico Cho Party in Giappone, e al Japan Expo a Parigi. Allo stesso modo, sono stati diversi altri concerti, sta volta per le Tenta Cool, dopo la pubblicazione di Splatoon 2. Alcune esibizione sono state registrate e pubblicate in album. Il Trio Triglio, introdotto in Splatoon 3, si è esibito per ila prima volta in Giappone il 9 ottobre 2022, un mese dopo la pubblicazione del gioco.

## Accoglienza

### Critica
I videogiochi della serie Splatoon sono stati generalmente ben accolti dalla critica, soprattutto per la modalità di gioco unica nel suo genere che è stata descritta come "rivoluzionaria" per il genere sparatutto in terza persona. Il primo capitolo ottenne un giudizio "generalmente favorevole" su Metacritic, con un punteggio di 81 su 100. Il secondo e il terzo capitolo ottennero entrambi 83 su 100. Anche i contenuti scaricabili sono stati accolti positivamente dalla critica, Octo Expansion con una media di 82 su 100, mentre Torre dell'Ordine 78 su 100.

### Riconoscimenti
Tutti i capitoli della serie sono stati nominati ed hanno ricevuti diversi riconoscimenti.
Splatoon ha vinto i premi Miglior videogioco sparatutto e Miglior videogioco multigiocatore ai The Game Awards 2015, e era stato nominato per Miglior Gioco Innovativo, Multiplayer e Proprietà Originale alla 12ª edizione dei British Academy Video Games Awards. Ha ricevuto premi anche per Miglior Gioco per Famiglie e Miglior Gioco Nintendo alla 33ª edizione dei Golden Joystick Awards. I Japan Game Awards e la British Academy Children's Awards lo hanno inserito come Gioco dell'anno.
Splatoon 2 è stato nominato come Miglior Gioco per Famiglie e Miglior Gioco Multiplayer ai The Game Awards 2017. Ha vinto il premio come Miglior Gioco Multiplayer alla 14ª edizione dei British Academy Video Games Awards. Il gioco è stato nominato come Miglior Gioco Multiplayer e Gioco Nintendo dell'Anno alla 35ªedizione dei Golden Joystick Awards. Splatoon 2 ha vinto anche il premio come Miglior Game Design ai CEDEC Awards 2018.
Splatoon 3 ha vinto Miglior Gioco Multiplayer ai The Game Awards 2022, ed era stato nominato anche per Miglior Gioco per Famiglie.

## Impatto culturale
Il grande successo del videogioco portò alla nascita di un movimento fandom dedicato alla serie. Apparvero diverse fan art su DeviantART e Pixiv. Inoltre su YouTube furono pubblicate numerose opere inerenti al gioco in particolare video di gameplay, video di musiche di Splatoon remixate e video di animazione con i personaggi di Splatoon animati con interfacce come Source Filmmaker e MikuMikuDance o usando Garry's Mod. Inoltre sulla rete sono stati creati dai fan site maker dove è possibile creare il proprio Inkling.

### Lingua Inkling
All'interno del videogioco sono stati inseriti oggetti, manifesti e graffiti con incisa una lingua immaginaria. Ufficialmente l'azienda non ha fornito nessuna informazione su come tradurla, il fandom della serie però si dedicò alla raccolta di tutti i testi che sono presenti nel videogioco e cercare di comprenderla, come se fosse una lingua con un ragionamento logico. I fan riuscirono a comprendere in parte la scrittura e a compiere una traslitterazione degli idiogami degli Inkling. Attualmente è stata pubblicata in rete una guida che permette di tradurre la lingua fittizia nella Lingua inglese.

### Splaket
Splaket (スプラケット?, Supuraketto) è un evento fandom a tema Splatoon che si svolge in Giappone a Tokyo, nel quartiere speciale di Ōta, nella zona di Minamikamata, all'Industrial Plaza Pio della città di Ōta (大田区産業プラザPio). Nell’evento vengono organizzati tornei di Splatoon nella modalità multigiocatore, quattro-contro-quattro; sviliate e contest di cosplayer a tema Splatoon e vengono venduti prodotti a tema Splatoon da doujinshi ad accessori.
Attualmente ci sono state le seguenti edizioni:
- Splaket - 12 luglio 2015
- Splaket 2 - 23 settembre 2015
- Splaket 3 - 14 novembre 2015
- Splaket 4 - 30 gennaio 2016
- Splaket 5 - 15 maggio 2016
- Splaket 6 - 10 ottobre 2016
- Splaket 7 - 5 marzo 2017
- Splaket 8 - 17 luglio 2017